# Inna Kaschyna
Inna Oleksandriwna Kaschyna (ukrainisch Інна Олександрівна Кашина, international englisch Inna Kashyna; * 27. September 1991 in Sumy) ist eine ukrainische Geherin.

## Karriere
Inna Kaschyna gelangen bisher mehrere nationale sowie ein internationaler Erfolg.
So konnte sich Kaschyna 2012, 2014 und 2019 als Ukrainische Meisterin im 20-km-Gehen feiern lassen, 2013 und 2015 siegte sie bei den Ukrainischen Hallenmeisterschaften über 3000 beziehungsweise 5000 m.
2017 lief Kaschyna im 20-km-Gehen der Universiade im taiwanischen Taipeh zu Gold, als sie mit einer Zeit von 1:39:44 h sowohl die Chinesin Zhang Xin (1:41:18 h) als auch Elisa Neuvonen aus Finnland (1:42:50 h) hinter sich ließ.